# NGC 4670
NGC 4670 је спирална галаксија у сазвежђу Береникина коса која се налази на NGC листи објеката дубоког неба.
Деклинација објекта је + 27° 7' 33" а ректасцензија 12h 45m 16,9s. Привидна величина (магнитуда) објекта NGC 4670 износи 12,2 а фотографска магнитуда 13,1. Налази се на удаљености од 11,0000 милиона парсека од Сунца. NGC 4670 је још познат и под ознакама UGC 7930, MCG 5-30-72, CGCG 159-69, IRAS 12428+2724, ARP 163, HARO 9, KUG 1242+273, PGC 42987.